# Luis Fernando Almario
Luis Fernando Almario Rojas (Florencia; 9 de abril de 1956) es un Ingeniero y político colombiano, miembro del Partido Conservador. Fue elegido para integrar la Cámara de Representantes de Colombia y condenado por nexos con las FARC y con paramilitares.
Fue capturado en el año 2008 por presuntos vínculos con las FARC y puesto en libertad en el año 2009, fue nuevamente capturado en el año 2012 dentro del escándalo conocido como parapolítica, y condenado en el año 2016 a 10 años de prisión y a pagar una multa de más de 7.500 millones de pesos, además fue inhabilitado por 18 años para ejercer cargos públicos.

## Biografía
Nació en Florencia, Caquetá. Hijo de Pedro Antonio Almario y María Agustina Rojas. Se graduó como Ingeniero Electrónico y posteriormente hizo varios postgrados: Especialización en Gestión Pública, Magíster en Estudios Político con énfasis en Resolución de Conflictos y Especialización en Alta Dirección del Estado.

## Trayectoria política
Su trayectoria política se ha identificado por:

### Partidos políticos
A lo largo de su carrera ha representado los siguientes partidos:
| Partido político                    | Fecha Inicio        | Fecha Fin           |
| Movimiento de Participación Popular | 20 de julio de 2006 |                     |
| Conservador Colombiano              | 20 de julio de 2003 | 19 de julio de 2006 |
| Coalición                           | 20 de julio de 2002 | 19 de julio de 2006 |
| Popular Colombiano                  | 20 de julio de 1998 | 19 de julio de 2002 |

### Cargos públicos
Entre los cargos públicos ocupados por Luis Fernando Almario, se identifican:
| Cargo público             | Partido político                                 | Fecha Inicio            | Fecha Fin               |
| Representante a la Cámara | Movimiento de Participación Popular              | 20 de julio de 1998     | 19 de julio de 2002     |
| Representante a Cámara    | Movimiento de Participación Popular              | 20 de julio de 1994     | 20 de julio de 1996     |
| Senador Suplente          | Movimiento Cívico Independiente-Cpc-Movimiento D | 06 de diciembre de 1990 | 06 de diciembre de 1994 |
| Diputado                  | Conservador Colombiano                           | 06 de diciembre de 1988 | 06 de diciembre de 1990 |

### Nexos con grupos al margen de la ley
Fue acusado de tener relaciones con las FARC con las que habría pactado masacrar a Diego Turbay Cote y su familia, por ello fue detenido y posteriormente liberado por considerar que se vulneró su derecho al debido proceso, este proceso aún se encuentra abierto.
En el 2012 Almario es encontrado culpable por la Procuraduría, institución que lo destituyó de su cargo y lo inhabilitó por 18 años para ocupar cargos públicos. Estas decisiones fueron tomadas debido al los nexos de dicho político con las FARC y con paramilitares en virtud de mantener su liderazgo político en su región.
En el 2016 La Corte Suprema de Justicia lo condenó a 10 años de prisión y al pago de una multa de más de 7.500 millones de pesos por los delitos de concierto para promover grupos armados al margen de la ley y constreñimiento al sufragante.

### Carrera política
Como diputado de la Cámara de Representantes de Colombia gestionó el compromiso del Gobierno Nacional de asignar los recursos para la carretera Florencia-Suaza, la interconexión eléctrica de todos los municipios del Caquetá y la financiación de más de 600 proyectos de electrificación rural para el departamento del Caquetá; siempre expresó que el narcotráfico era el mayor mal que había llegado a su departamento, pues acabó con todos los principios; que las políticas de guerra contra las drogas era equivocada; pues el origen de los cultivos ilícitos estaba en la debilidad de las economías regionales y en la equivocación en la explotación de las tierras; en el caso del Caquetá propuso la siembra industrial de un millón de hectáreas y la convertir la ganadería en intensiva. Constantemente convocaba foros para analizar el desarrollo de los sectores económicos, políticos y sociales. Impulsó la creación de Microcoliseos deportivos que por las condiciones climáticas del departamento, propuso colocarle techos a los polideportivos del departamento. Impulsó también las Microeléctricas, con el fin de conectar las regiones apartadas y rurales con la red principal del sistema eléctrico.1
En la historia del Caquetá es el dirigente político que mayor número de obras ha realizado en todos los municipios. Se puede decir, que no existe vereda o barrio que no haya recibido algún benicio de la gestión de Almario. No es partidario de la compra de votos y del sectarismo, pues los considera como medios para engañar a la comunidad sin comprometerse a realizar un trabajo en beneficio de todos.
Ante la crisis de los partidos políticos, optó por crear la Propuesta de PARTICIPACION CIVICA COMUNITARIA, esto es una política pluralista y de trabajo permanente con la comunidad sin distingo de ninguna clase. Trabajador incansable desde su llegada a la Cámara de Representantes se dedicó a trabajar con la comunidad especialmente en la gestión de proyectos, la atención diaria a la comunidad y la dedicación exclusiva a la política de servicio y no a la política de los negocios.
Contrariando a muchos, entre ellos a las FARC, que querían ver derrotada la dinastía de la familia Turbay, en el año 1994 Almario Rojas lo evitó al unirse con RODRIGO TURBAY COTE y apoyar a su candidato a la gobernación JESUS ANGEL GONZALEZ ARIAS, obteniendo el triunfo y salvando al turbayismo de una derrota, cuando la mayoría de los dirigentes del turbayismo estaban judicializados, donde inclusive los mismos RODRIGO TURBAY y doña INES COTE DE TURBAY estaban cobijados con medidas de detención. El elector Gobernador GONZALEZ nombró como Secretario de Gobierno a GUILLERMO CORREA CLAROS uno de los dirigentes conservadores más próximo a ALMARIO. Las FARC decidieron asesinarlos; murieron RODRIGO TURBAY, doña INES COTE DE TURBAY, JESUS ANGEL GONZALEZ ARIAS, GUILLERMO CORREA CLAROS y FERNANDO ALMARIO ROJAS se salvó de varias intentos de las FARC de asesinarlo, como el caso del 10 de noviembre de 2001, cuando bombardearon su residencia en el barrio Porvenir de Florencia, donde ALMARIO se salvó milagrosamente.
Fue víctima de un atentado por parte de la guerrilla de las Fuerzas Armadas Revolucionarias de Colombia (FARC) y en el que resultó herido en noviembre de 2001. Almario se había declarado partidario del diálogo y la salida negociada al conflicto armado colombiano. Su posición frente al Plan Colombia se definió por una oposición a dicho plan, ya que lo consideraba que si bien era necesario el control militar de todo el territorio colombiano, estos planes deberían ir acompañados de estrategias para la paz, que no era más que el desarrollo econòmico y social de los territorios empobrecidos y azotados por la violencia originada por el narcotráfico.. Criticó que el plan había dado malos resultados en fumigaciones de cultivos ilícitos y que produjo cerca de 40 mil desplazamientos forzados.1 , pues la gente no tenía nada que hacer, pues el Gobierno no creaba opciones alternativas macroeconómicas que permitiera especialmente a los campesinos tener una fuente legal de ingresos.
Siendo diputado fue denunciado por el entonces gobernador del Caquetá, Pablo Adriano Muñoz Parra, de tener dineros en su poder dinero que le pertenecen a la electrificadora. Almario demandó al Gobernador ante la Fiscalía para que demostrara la acusación en su contra.,1 ante lo cual Muñoz Parra se retractó.
El testigo que lo acusó de pactar con las FARC para la muerte de los TUrbay, resultó no haber pertenecido a las FARC y en la época que manifestó haber visto a ALMARIO reunido con las FARC en el Caguán en el año 2000, se comprobó que era un falso testigos, pues en esta época se encontraba privado de la libertad desde el año 1998 y hasta el año 2003. ALMARIO siempre denunció ante las autoridades y en el Congreso de la República a todos los grupos armados ilegales en su departamento.
A pesar de haber sido privado de su libertad en dos ocasiones, siendo la última retenido por más de 14 meses, Almario ha logrado demostrar su inocencia ante la justicia sin dejar de ejercer su liderazgo en el sector y proponer alternativas de solución a los graves problemas que afectan al Caquetá, ante su ausencia por su privación injusta de su libertad se ha sentido un vacío de liderazgo en el departamento, por lo que nuevamente aspiró a la Cámara de Representantes para el periodo 2010 2014, siendo esta vez por primera vez derrotado, primero por la división al interior de su movimiento político y segundo porque sus adversarios políticos siempre lo acusan de todo lo que ha sido investigado.
Julio 5 de 2012: Por orden de la Corte Suprema de Justicia, agentes del CTI de la Fiscalía capturaron en su residencia en el norte de Bogotá al excongresista Luis Fernando Almario, con el fin de que rinda indagatoria por sus presuntos nexos con grupos paramilitares.
El exrepresentante a la Cámara es investigado por presuntamente haber buscado apoyo político del Bloque Central Bolívar de las AUC para llegar al Congreso de la República.
El exrepresentante a la Cámara por Caquetá había sido capturado el 25 de febrero de 2008 por orden de la Corte Suprema de Justicia, pero recuperó su libertad el 20 de mayo de 2009, por orden de un juez Penal Especializado de Bogotá.
Almario, en su momento, renunció al fuero parlamentario para evitar que fuera la Corte la encargada de la investigación en su contra, al tiempo que el operador jurídico que ordenó la salida de prisión del dirigente decidió devolver el caso a la etapa de instrucción, es decir, la fase preliminar de la indagación, que se surtiría en Fiscalía.
Lucas Medina Trujillo, que había sido detenido por narcotráfico, denunció que fue el político quien convenció a integrantes de la columna móvil Teófilo Forero de las Farc de que eran los Turbay Cote los responsables de llevar al paramilitarismo a instaurar su dominio sobre la región llanera.
Supuestamente, el indiciado le entregó un sobre con dinero para que se lo entregara al jefe de las milicias móviles de esa organización, alias ‘El Paisa’, para evitar que los insurgentes tomaran represalias en su contra. Medina Trujillo dijo haberse reunido con el jefe guerrillero para mediar en la liberación de unos secuestrados.
La defensa hasta ahora de Almario se centraba en la desacreditación de los testigos en su contra y de un uso inteligente de reglamentos y normas jurídicas, que empantanaron las investigaciones. Si bien con esta sentencia se le quieta el liderazgo político de facto, aún no puede ser condenado, y probablemente nunca lo será, por las masacres. Almario Rojas siempre ha manifestado que es víctima de un montaje jurídico por parte de los grupos armados ilegales con quien nunca compartió y siempre los denunció ante las autoridades; todos los testigos han sido denunciados por Almario Rojas ante la Fiscalía, donde ha aportado las pruebas que demuestran la falsedad de sus testimonios. Inclusive aportó grabaciones de audio donde se compran y preparan falsos testigos en su contra.
Ante la decisión de la Procuraduría de sancionarlo la defensa anuncia que demandará la decisión del Procurador General de la Nación, ante el Contencioso Administrativo, pues considera que se violaron varios principios fundamentales, como el principio de la legalidad, el principio de investigación integral, pues las pruebas presentadas por la defensa no fueron tenidas en cuenta; igualmente no se concretó cuales fueron los hechos y mucho menos las fechas y los actores con los cuales Luis Fernando Almario Rojas habría tenido vínculos con grupos armados ilegales como las autodefensas. Tampoco se tuvo en cuenta que la investigación estaba prescrita.